# Dibenzylideensorbitol
Dibenzylideensorbitol (DBS) is een organische verbinding, die ontstaat door de reactie van sorbitol met benzaldehyde. Het is een di-acetaal.

## Synthese
De bereiding van DBS gebeurt door de reactie van 1 mol sorbitol met 2 mol benzaldehyde in water of een organisch oplosmiddel zoals cyclohexaan en met een zure katalysator, bijvoorbeeld zwavelzuur, bij verhoogde temperatuur. Nevenproducten zijn mono- en tribenzylideensorbitol.
De reactievergelijking, in Fischerprojectie, is:
Deze vergelijking toont de vorming van (1,3:2,4)dibenzylideensorbitol. Andere isomeren kunnen ook gevormd worden, net als de nevenproducten mono- en tribenzylideensorbitol.

## Toepassingen
Dibenzylideensorbitol wordt gebruikt als gelvormer. In vele niet-polaire organische vloeistoffen, waaronder ook polymeren zoals polyethyleenglycol, vormen de moleculen van DBS reeds bij lage concentraties microscopische driedimensionale netwerken, die samengehouden worden door waterstofbruggen tussen de moleculen van DBS onderling. Daardoor wordt de vloeistof herleid tot een zachte of harde gel. DBS, dat niet-toxisch is, wordt o.m. gebruikt in deodorant-sticks waarin propyleenglycol een typisch oplosmiddel is. Ook van vloeibare siliconen kan DBS een gel maken.
De stof wordt ook gebruikt als een additief voor polyolefinen, zoals polypropyleen. Een kleine hoeveelheid (0,1 tot 0,7%) bijgemengd met deze polymeren verhoogt de transparantie en vermindert de krimp bij het spuitgieten. DBS fungeert als nucleatiekern en verbetert de kristallisatie van polypropyleen zodat de transparantie verhoogt.